# Ałeksandar Stojanowski
Ałeksandar Stojanovski, mk. Александар Стојановски (ur. 23 stycznia 1979 w Skopju) – macedoński narciarz alpejski, olimpijczyk. Brał udział w igrzyskach w roku 1998 (Nagano). Nie zdobył żadnych medali.

## Letnie Igrzyska Olimpijskie 1998 w Nagano
| Konkurencja   | Zjazd I | Zjazd I | Zjazd II | Zjazd II | Klasyfikacja końcowa | Klasyfikacja końcowa |
| Konkurencja   | Czas    | Miejsce | Czas     | Miejsce  | Czas                 | Miejsce              |
| ------------- | ------- | ------- | -------- | -------- | -------------------- | -------------------- |
| Slalom gigant | 1:31,83 | 45.     | 1:29,34  | 36.      | 3:01,18              | 36.                  |